# 방기 (식물)
방기(防己, 학명: Sinomenium acutum)는 한국·중국·일본 등지에 분포하는 낙엽 덩굴식물로 길이 7m에 달하고 가지에 털이 없으며 세로줄이 있다. 잎은 어긋나고 원형 또는 넓은 난형이며 때로는 3개로 얕게 갈라진다. 잎가장자리가 밋밋하거나 3-7개의 얕은 결각이 있고 잎자루는 잎몸보다 짧다. 꽃은 2가화로 6월에 피고 연한 녹색이며 원추꽃차례에 달린다. 꽃받침조각과 꽃잎은 6개씩이고 수술은 9-12개이지만 암꽃에서는 3개의 헛수술과 3개의 심피가 있다. 핵과는 10월에 검게 익는다. 한방에서 줄기와 뿌리를 신경통·이뇨에 사용한다.